# Ирони (футбольный клуб, Кирьят-Шмона)

Прежняя эмблема клуба

«Хапоэль Ирони Кирьят-Шмона» (ивр. הפועל עירוני קרית שמונה‎ — «Рабочий городской клуб Кирьят-Шмона») — израильский профессиональный футбольный клуб из города Кирьят-Шмона, выступающий в Национальной лиге чемпионата Израиля по футболу (в 2007—2009 в Лигат Ха’Аль). Основан в 2000 году путём слияния команд «Хапоэль» (Кирьят-Шмона) и «Маккаби» (Кирьят-Шмона). Домашние матчи проводит на стадионе «Ирони», вмещающем 5200 зрителей.

## История

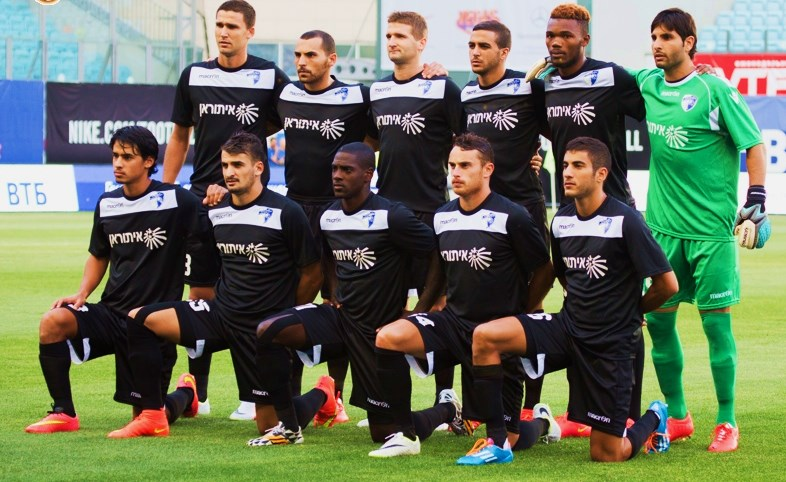
Хапоэль в августе 2014

«Хапоэль», будучи относительно более успешной командой, нежели «Маккаби» Кирьят-Шмона, участвовала в низких лигах. В 1981—1985 годах «Хапоэль» играла в Лига Арцит, в то время второй по значимости в Израиле. В 1985 году «Хапоэль» опустилась в Лигу Алеф, в то время третью по значимости в Израиле, в которой выступала в течение 9 сезонов. В 1994 году «Хапоэль» вернулась в Лига Арцит, но в 1997 вновь опустилась в Лигу Алеф.
Начало 2000-х годов, когда «Хапоэль» выступала в Лиге Алеф, а «Маккаби» в Лиге Бет (на лигу ниже), было отмечено приходом бизнесмена и директора компании «Итуран» Изи Шерацки. Он купил оба клуба и объединил их в один под названием «Ирони Итуран Кирьят-Шмона» («ирони» на иврите — «городской»), продолжавший играть в Лиге Алеф. В 2001 объединённый городской клуб сумел подняться в Лига Арцит, а после двух сезонов — и в Лига Леумит, на тот момент — вторую по значимости в Израиле.
В сезоне 2003/04, первом сезоне в Лига Леумит, команда была близка к выходу в Лигат Ха’Аль, но для этого ей необходимо было в последнем туре сезона победить клуб «Хапоэль» Раанана. С этой целью команда не справилась. Эта игра сопровождалась серьёзными беспорядками, учинёнными болельщиками «Хапоэль Ирони».
В сезоне 2004/05 команда боролась за то, чтобы не вылететь в Лига Арцит, и она закончила его на 8-м месте. В последующий сезон, 2005/06, команду тренировал Эйяль Лахман, и команда закончила его на 3-м месте.
В сезоне 2006/07 в команде вновь сменился тренер, Ран Бен-Шимон, под руководством которого «Хапоэль Ирони (Кирьят-Шмона)» впервые в истории поднялась в Лигат Ха’Аль, после того как 5 мая 2007 года команда победила клуб «Бней Лод» со счётом 5-2 и закончила сезон на первом месте в Лига Леумит. В том же сезоне команда выиграла Кубок Тото при Лига Леумит, победив в финале клуб «Бней Сахнин» со счётом 4-2 в серии послематчевых пенальти.
1 июня 2008 «Хапоэль Ирони» впервые добилась участия в отборочном этапе розыгрыша Кубка УЕФА, выйдя на третье место по итогам сезона в результате решающей победы над
«Маккаби» Нетания 2:1.
17 июня 2008 на хайфском стадионе «Кирьят-Элиэзер» состоялась первая в истории клуба встреча в рамках розыгрыша Кубка УЕФА, против черногорской команды «Будва» Могрен, закончившаяся ничьей 1:1. В ответной встрече в Черногории «Хапоэль Ирони» победила со счётом 3:0. В следующем раунде было противостояние с болгарским клубом «Литекс» Ловеч, закончившееся суммарным проигрышем 1:2.
По итогам сезона 2008/09 «Хапоэль Ирони» спустилась в Лига Леумит, проиграв 1:2 «Маккаби» Петах-Тиква.
В сезоне 2009/10 «Хапоэль Ирони» выиграла Кубок Тото при Лиге Леумит, победив в финале клуб «Хапоэль» (Ришон ле-Цион) 1:3. При этом клуб вернулся в высший дивизион, Лигат Ха’Аль — через год как покинул его.
19 января 2011 «Хапоэль Ирони» выиграла Кубок Тото при Лигат Ха’Аль, победив в финале «Маккаби» Петах-Тиква со счётом 1:0.
Сезон 2010/2011 клуб закончил на 5 месте.
В сезоне 2011/2012 команда добилась чемпионского титула, обеспечив нужный отрыв от конкурентов уже за 5 матчей до конца чемпионата.

## Достижения
- Чемпион Израиля (1):

2011/12
- 3 место в Чемпионате Израиля (2):

2007/08; 2013/14
- Кубок Тото в Лигат Ха’Аль (1):

2010-11
- Кубок Израиля по футболу (1):

2013/14
- Победитель Первого дивизиона Израиля (1):

2006-07
- Обладатель Суперкубка Израиля: 2015

## Основной состав
По состоянию на 2 февраля 2023 года. Источник: Список игроков на transfermarkt.com
| №             | Игрок           | Страна            | Дата рождения              | Бывший клуб           | В ком. с: |
| Вратари       | Вратари         | Вратари           | Вратари                    | Вратари               | Вратари   |
| ------------- | --------------- | ----------------- | -------------------------- | --------------------- | --------- |
| 1             | Надав Замир     | Флаг Израиля      | 7 июня 2001 (23 года)      | Воспитанник клуба     | 2020      |
| 29            | Джюгас Барткус  | Флаг Литвы        | 7 ноября 1989 (35 лет)     | Жальгирис             | 2018      |
| 55            | Асаф Цур        | Флаг Израиля      | 28 августа 1998 (26 лет)   | Хапоэль (Раанана)     | 2022      |
| Защитники     |                 |                   |                            |                       |           |
| 2             | Ноам Коэн       | Флаг Израиля      | 6 января 1999 (26 лет)     | Маккаби (Тель-Авив) → | 2020      |
| 3             | Зив Морган      | Флаг Израиля      | 19 января 2000 (25 лет)    | Воспитанник клуба     | 2019      |
| 4             | Итай Бен Шабат  | Флаг Израиля      | 9 июня 2000 (24 года)      | Воспитанник клуба     | 2021      |
| 5             | Аид Хабши       | Флаг Израиля      | 10 мая 1995 (30 лет)       | Маккаби (Хайфа)       | 2021      |
| 6             | Офир Бенбеништи | Флаг Израиля      | 8 августа 2000 (24 года)   | Хапоэль (Рамат-Ган) → | 2022      |
| 17            | Ор Хасин        | Флаг Израиля      | 9 марта 2002 (23 года)     | Воспитанник клуба     | 2022      |
| 20            | Нир Дрори       | Флаг Израиля      | 25 декабря 2001 (23 года)  | Воспитанник клуба     | 2020      |
| Полузащитники |                 |                   |                            |                       |           |
| 8             | Ядин Лугаси     | Флаг Израиля      | 4 апреля 1999 (26 лет)     | Воспитанник клуба     | 2019      |
| 11            | Йоав Хофмайстер | Флаг Израиля      | 25 декабря 2000 (24 года)  | ЛАСК                  | 2022      |
| 10            | Самюэль Броун   | Флаг Израиля      | 3 марта 1998 (27 лет)      | Воспитанник клуба     | 2018      |
| 12            | Шалев Деста     | Флаг Израиля      | 7 августа 2001 (23 года)   | Воспитанник клуба     | 2021      |
| 15            | Ариэль Шерацки  | Флаг Израиля      | 24 сентября 2001 (23 года) | Воспитанник клуба     | 2020      |
| 16            | Мохамад Шейкер  | Флаг Израиля      | 14 ноября 1996 (28 лет)    | Хапоэль (Раанана)     | 2018      |
| 19            | Рой Кехат       | Флаг Израиля      | 2 декабря 2003 (21 год)    | Маккаби (Нетания)     | 2020      |
| 24            | Тимоти Музи     | Флаг Израиля      | 24 августа 2001 (23 года)  | Маккаби (Хайфа) →     | 2022      |
| 27            | Рой Харел       | Флаг Израиля      | 2 декабря 2003 (21 год)    | Воспитанник клуба     | 2022      |
| 88            | Жиан Мартинш    | Флаг Бразилии     | 2 апреля 1993 (32 года)    | Кызыл-Жар             | 2023      |
| 98            | Иван Бахар      | Флаг Беларуси     | 10 июня 1998 (26 лет)      | Динамо (Минск)        | 2023      |
| Нападающие    |                 |                   |                            |                       |           |
| 9             | Итамар Швиро    | Флаг Израиля      | 17 июня 1998 (26 лет)      | Хапоэль (Беэр-Шева)   | 2022      |
| 21            | Сенин Себаи     | Флаг Кот-д’Ивуара | 18 декабря 1993 (31 год)   | Ахмат                 | 2022      |
| 37            | Марлон          | Флаг Бразилии     | 29 апреля 1993 (32 года)   | Бирмингем Легион      | 2023      |

## Выступления в еврокубках
| Сезон   | Турнир         | Раунд                         | Клуб             | Дома | На выезде | Общий счёт         |
| ------- | -------------- | ----------------------------- | ---------------- | ---- | --------- | ------------------ |
| 2008/09 | Кубок УЕФА     | 1-й квалификационный раунд    | Могрен           | 1:1  | 3:0       | 4:1                |
| 2008/09 | Кубок УЕФА     | 2-й квалификационный раунд    | Литекс           | 0:0  | 1:2       | 1:2                |
| 2012/13 | Лига Чемпионов | 2-й квалификационный раунд    | Жилина           | 2:0  | 0:1       | 2:1                |
| 2012/13 | Лига Чемпионов | 3-й квалификационный раунд    | Нефтчи (Баку)    | 4:0  | 2:2       | 6:2                |
| 2012/13 | Лига Чемпионов | Раунд плей-офф                | БАТЭ             | 1:1  | 0:2       | 1:3                |
| 2012/13 | Лига Европы    | Групповой этап                | Олимпик Лион     | 3:4  | 0:2       | 4-е место в группе |
| 2012/13 | Лига Европы    | Групповой этап                | Атлетик Бильбао  | 0:2  | 1:1       | 4-е место в группе |
| 2012/13 | Лига Европы    | Групповой этап                | Спарта (Прага)   | 1:1  | 1:3       | 4-е место в группе |
| 2014/15 | Лига Европы    | Третий квалификационный раунд | Динамо (Москва)  | 1:2  | 1:1       | 2:3                |
| 2015/16 | Лига Европы    | Третий квалификационный раунд | Слован (Либерец) | 0:3  | 1:2       | 1:5                |